# Marmorpapier

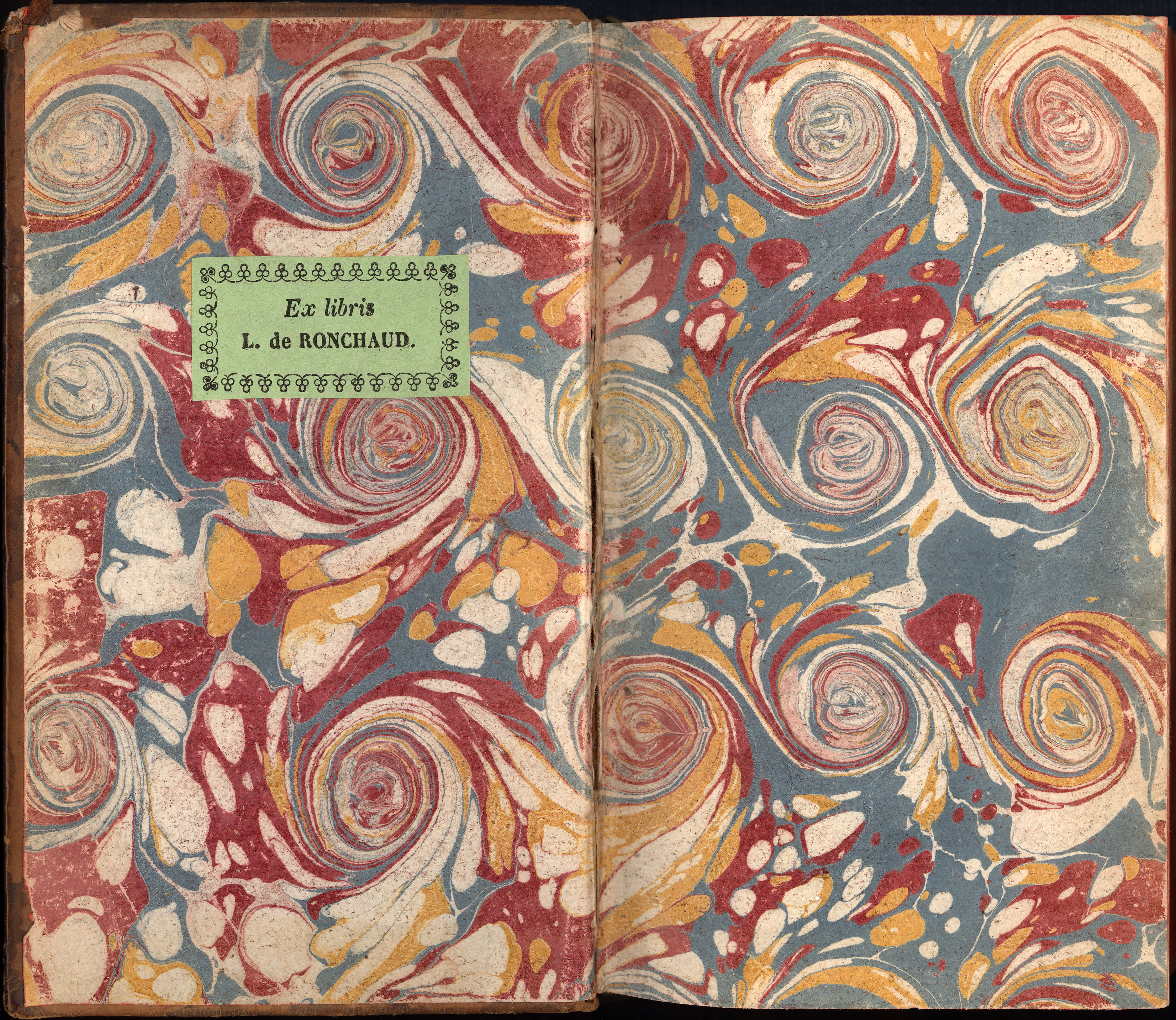
Marmoriertes Vorsatzpapier („Schneckenmarmorpapier“) aus einem Buch, das um 1735 in Frankreich gebunden wurde

Als Marmorpapier (auch: Marmoriertes Papier, Tunkpapier, türkisches Papier, venezianisches Papier;  persisch کاغَذِ اَبری, DMG kāġaẕ-e abrī, ‚wolkiges Papier‘, daraus das türkische ebru) bezeichnet man mit verschiedenen speziellen Verfahren von Hand verzierte Papierbögen, die vermehrt seit dem 18. Jahrhundert, teils aber auch heute als Bezugsmaterial für handgebundene Bücher, als Vorsatzpapier, für die Auskleidung von Futteralen, Kanzleibehältnissen und Möbeln verwendet wurden. Neuerdings kommen sie als Geschenkpapier als Nachdrucke von Originalen vereinzelt wieder in Gebrauch.

## Begriffsgeschichte
Elena Laura Jakobi verdankt sich eine begriffsgeschichtliche Untersuchung der Bezeichnungen bzw. Bezeichnungsvarianten, mit denen Marmorpapiere in der Zeit von 1550 bis 1800 beschrieben wurden. Die Begriffsgenese, Entwicklung und Differenzierung wird im deutschen, niederländischen, französischen, italienischen und lateinischen Sprachgebrauch anhand von 109 schriftlichen Quellen belegt.

## Herstellung

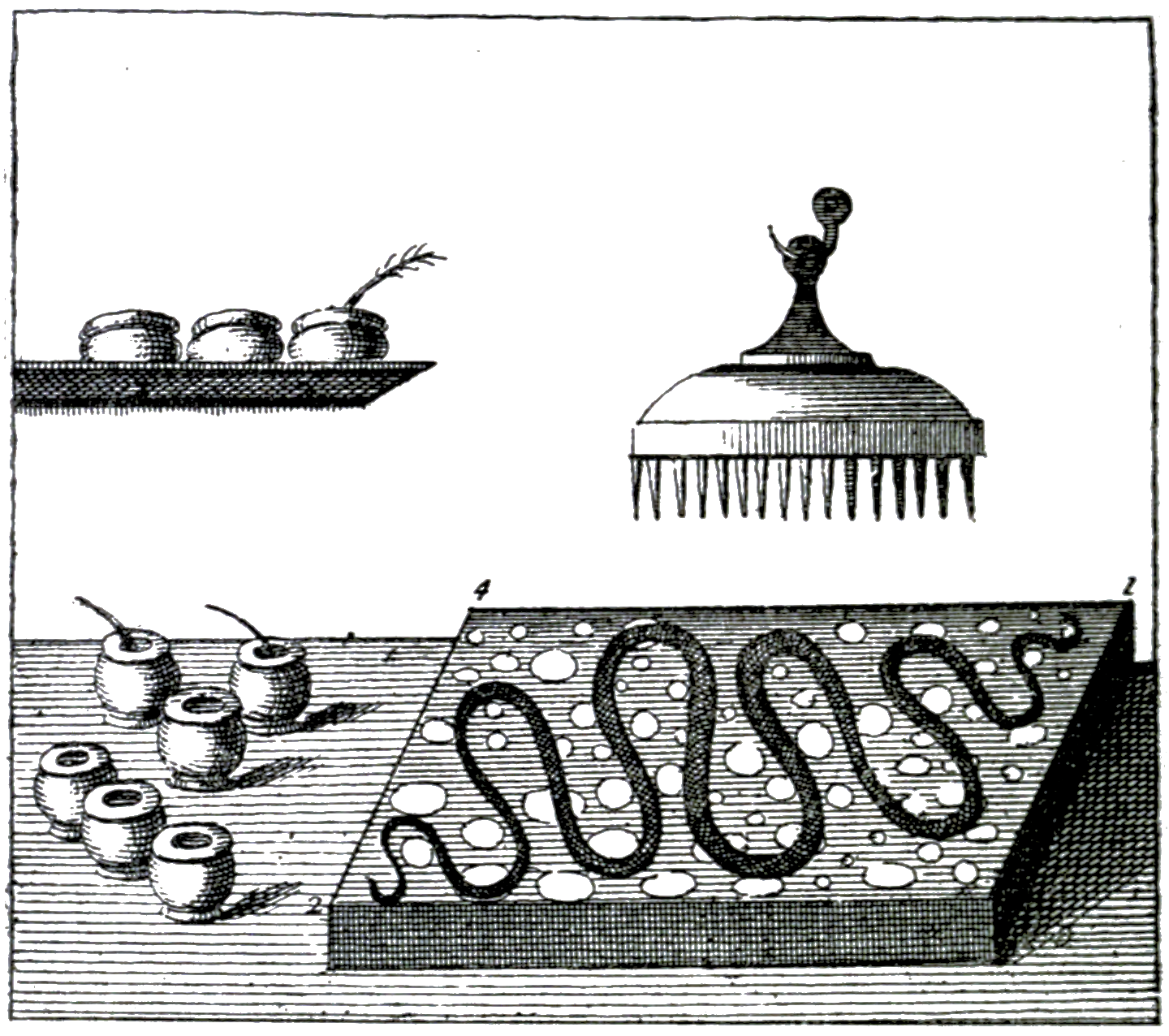
Darstellung der Marmoriertechnik von 1750

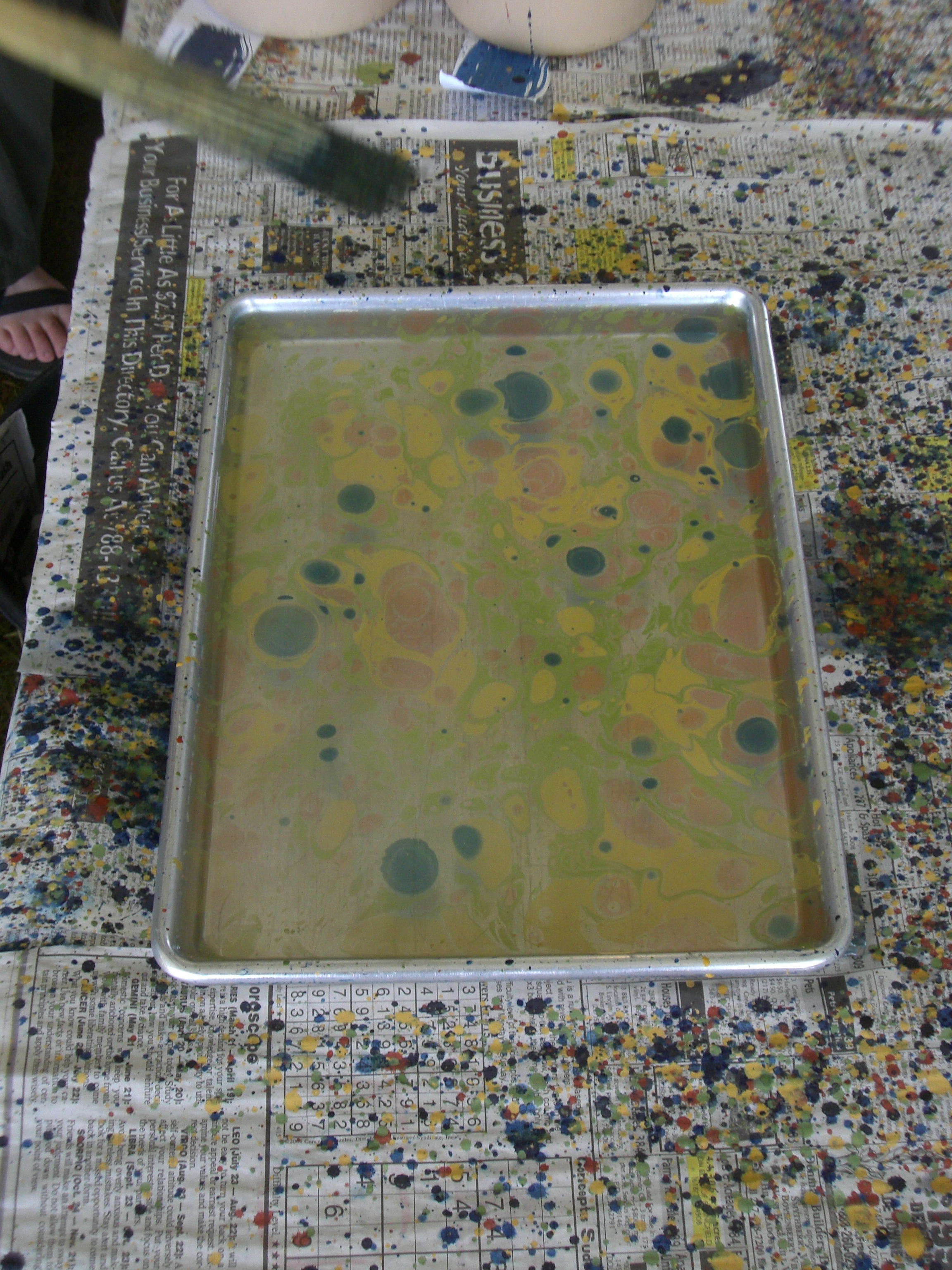
Wanne mit vorbereiteter Farbschicht

Die Herstellung von traditionellem handgemachten Marmorpapier, die in Japan bereits um das Jahr 1000 bekannt war, gleicht der eines Marmorschnitts. Ein flaches Becken wird mit der sog. Schlichte gefüllt; dies ist eine Gallerte, die durch Auflösen von Tragantgummi in Wasser, Aufkochen von Irländischem Moos (auch Carrageen-Moos, Chondrus crispus) oder durch eine Lösung von Methylcellulose in Wasser (Tapetenkleister) hergestellt wird. Die Schlichte wird abgestrichen. Nun werden auf die flache Oberfläche des Leimbades Aquarellfarben aufgebracht, die mit Ochsengalle versetzt sind. Dieser Zusatz dient der Herabsetzung der Oberflächenspannung der Farbe, damit diese sich auf der Oberfläche der Schlichte ausbreiten kann. Die Farbe kann sich wegen der Konsistenz der Schlichte nicht mit dieser selbst oder den anderen Farben vermischen. Daher können die Farben nun mit verschiedenen Techniken in ornamentale Schlierenmuster gebracht werden, die teilweise natürlichem Marmor ähneln – daher der Name „Marmorpapier“. Nun wird ein starker Papierbogen, der zuvor mit Alaunwasser gebeizt wurde, vorsichtig auf das Leimbad gelegt und anschließend wieder abgehoben. Die Farbe bleibt am Papier haften. Anschließend werden die Reste der Schlichte mit Wasser abgespült. Die Beize mit Alaunlösung dient dazu, dass die Farbe bei dem Abspülen der Leimreste nicht mitabgespült wird. Die Farbe verbindet sich beim anschließenden Trocknen dauerhaft mit dem Papier.
Neben der traditionellen Herstellung mit Aquarellfarben kann auch mit Ölfarben marmoriert werden. Diese Technik erlaubt es auch ohne eine Gallerte als Grund in einem bloßen Wasserbad zu marmorieren. Allerdings bleiben die Ergebnisse im Regelfall deutlich hinter denen des Marmorpapiers auf Basis von Aquarellfarben zurück, da sich die Musterung des Papiers nicht so weitgehend wie bei der traditionellen Herstellung kontrollieren lässt. Mit Ölfarben marmorierte Papiere haben insbesondere ein spezifisches körniges Aussehen, das nicht der Feinheit eines Marmorpapiers auf Aquarellbasis entspricht. In diesem Fall spricht man auch von Öltunkpapieren.
Obwohl es sehr ähnliche Marmorpapiere gibt, ist jedes Marmorpapier anders als mittels Drucktechniken hergestellte Buntpapiere wie Brokat-, Bronzefirnis- oder Modeldruckpapiere ein Unikat.

## Arten

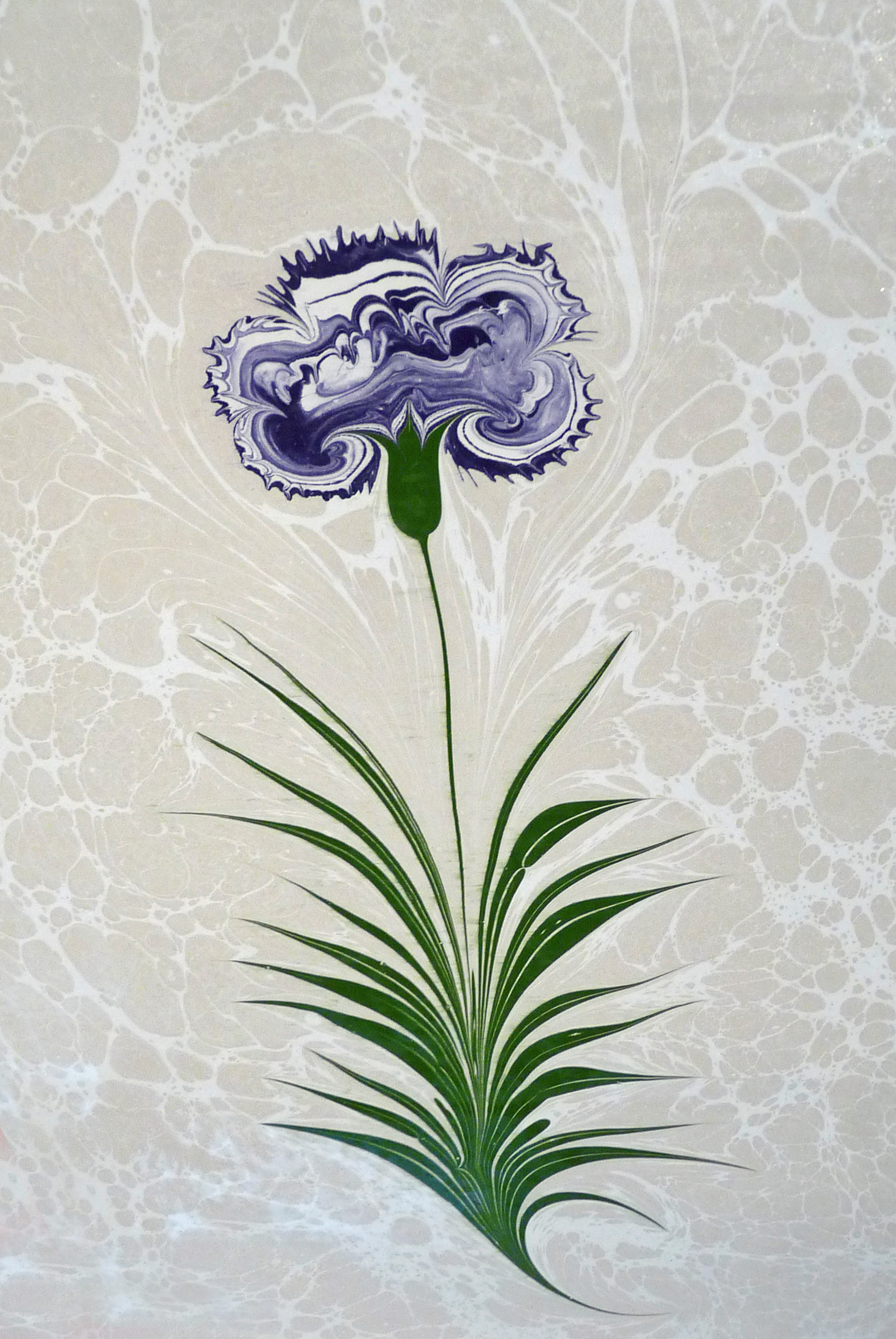
Bei der Ebru-Technik werden zusätzlich Bildmotive auf den Papiergrund gezeichnet

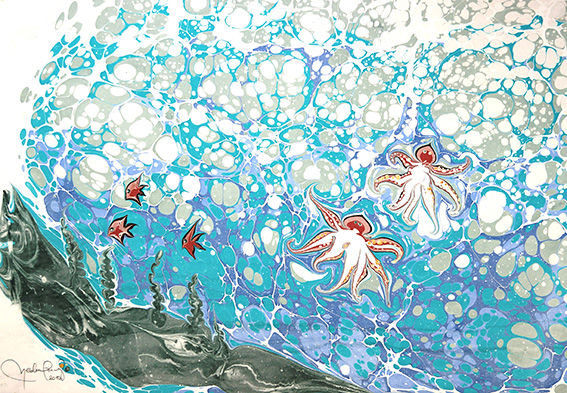
Unterwassermotiv in Ebru-Technik (Nedim Sönmez)

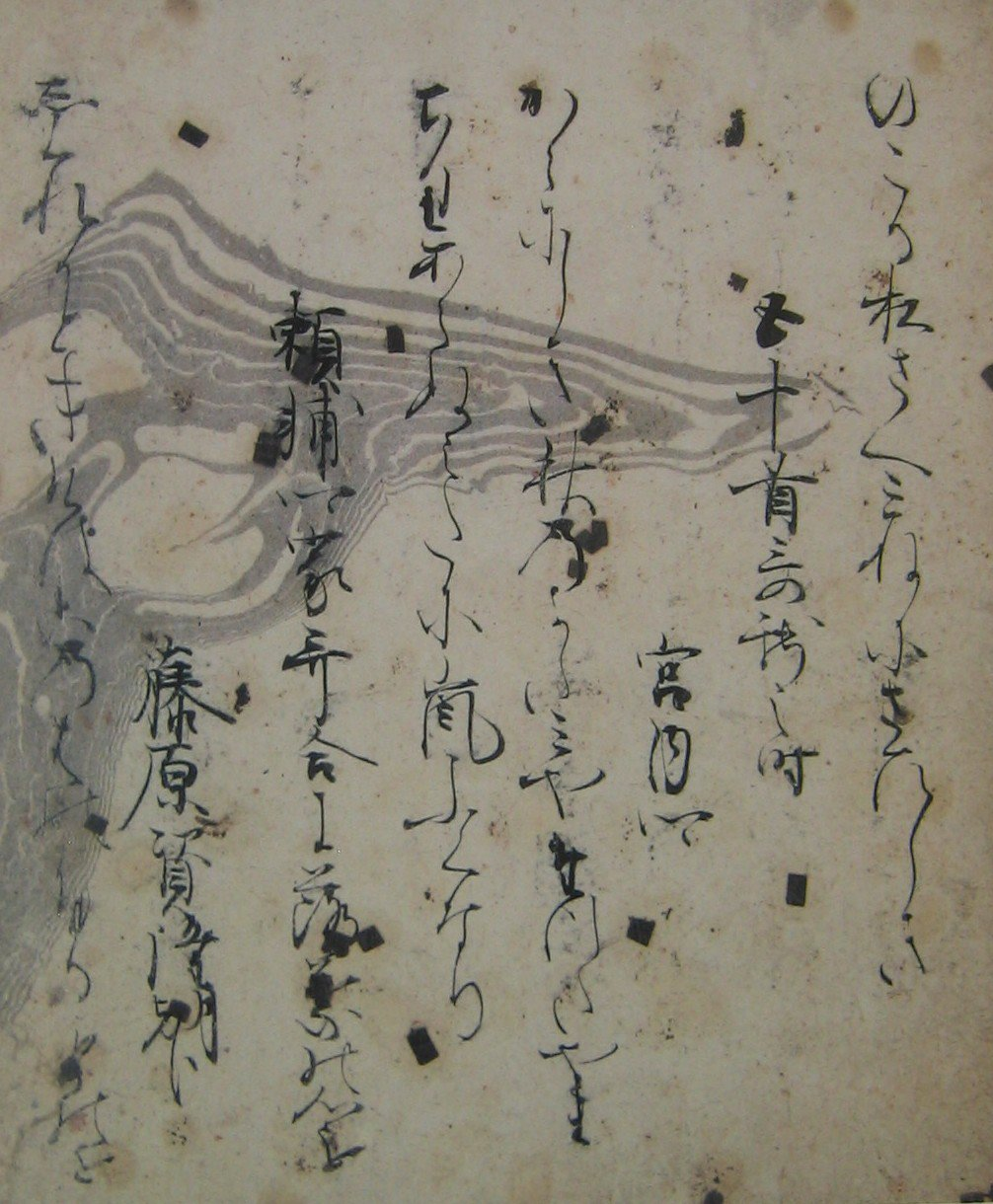
Suminagashi mit Kalligraphie

Je nach der Art der Aufbringung der Farben (Spritzen, Tupfen, Sprühen usw.) und der anschließenden mechanischen Behandlung mittels verschiedener Werkzeuge, üblicherweise mit Stäbchen oder kammartigen Gebilden, entstehen unterschiedliche Ornamente. Besonders typisch sind getupfte Muster, die denen in Marmorgesteinen nahe kommen („Steinmarmorpapier“), sowie wellenartig gekämmte Muster, die entstehen, wenn man mit einem Kamm durch die Farbschicht („Kammmarmorpapier“) fährt. Der Abstand der einzelnen Zinken bestimmt dabei die Dichte des Musters. Auch schneckenhausartig gedrehte  Varianten („Schneckenmarmorpapier“) kommen vor, die nach dem Durchziehen mit dem Kamm mittels kreisender Bewegungen eines einzelnen Stäbchens erzielt werden; auch mehrere auf einem Brett angebrachte Stäbchen können diesem Zweck dienen. Letztlich sind der Phantasie kaum Grenzen gesetzt.
Aus der Türkei stammt der Brauch, Blütenbilder auf den Schleimgrund zu zeichnen. Muster dieser Technik werden auch mit dem Ausdruck Ebru bezeichnet. Die bislang geläufige florale Motivik hat der Künstler Nedim Sönmez erweitert und durch in Ebru-Technik realisierte Bilder visionärer Landschaften und Unterwasserwelten ergänzt. Auch durch gezielte Bewegung des Papiers beim Aufbringen auf die Schlichte kann das Muster in spezifischer Form beeinflusst werden. Dabei ergeben sich dunkle Streifen, die das sonstige Marmormuster regelmäßig wellenartig durchbrechen („Wellenmarmorpapier“).
Im Wiener Jugendstil entwickelten die Künstler Koloman Moser, Josef Hoffmann und Leopold Stolba die Technik, im Sinne der Klecksographie Gestalten in der Marmorierung zu entdecken oder zu verstecken, so dass Zufall und Phantasie ein besonders Spiel entfalten. Rosenberg hingegen bezeichnet sie als „mimetische Tunkpapiere“.

### Suminagashi
Die aus Japan stammende Technik nutzt Tusche auf Wasser, was auch die Bedeutung des Begriffes (sumi - Tusche, nagashi - (ver-)fließen) ausmacht. Die Verwendung dieser Technik reicht bis ins 8. Jahrhundert zurück.

### Hippie Marbling
Der Begriff Hippie Marbling wurde in den 1970er Jahren geprägt und bezeichnet die Herstellung großformatiger marmorierter Stoffbahnen mithilfe von meist auf Wasser schwimmenden Farben, die unter anderem mit Blasrohren manipuliert wurden.
Die Technik wird auch mit Seidenbahnen verwendet, so etwa in Kappadokien.

## Qualität
Marmorpapier ist ein besonders hochwertiges veredeltes Papier: Jeder Bogen stellt ein Unikat dar, da sich die Muster auch bei gleichem Vorgehen nicht genau wiederholen; zudem tritt auch innerhalb eines Bogens keine exakte Wiederholung des Musters auf, wie das bei anderen Verzierungstechniken der Fall ist. Marmorpapier wurde als Bezugsmaterial sowie Vorsatzpapier für Bücher früher in ganz Europa hergestellt und verwendet, besonders in England. Heute werden Marmorpapiere insbesondere in England, den Niederlanden, Deutschland, Frankreich und Italien aber auch in Amerika manuell produziert und verkauft, wobei die Marmorierwerkstätten in Venedig in der öffentlichen Wahrnehmung am präsentesten sind. Neben dem echten Marmorpapier gibt es auch preiswerte Imitate, die das Muster in gewöhnlichem Farbdruck reproduzieren.

## Beispiele

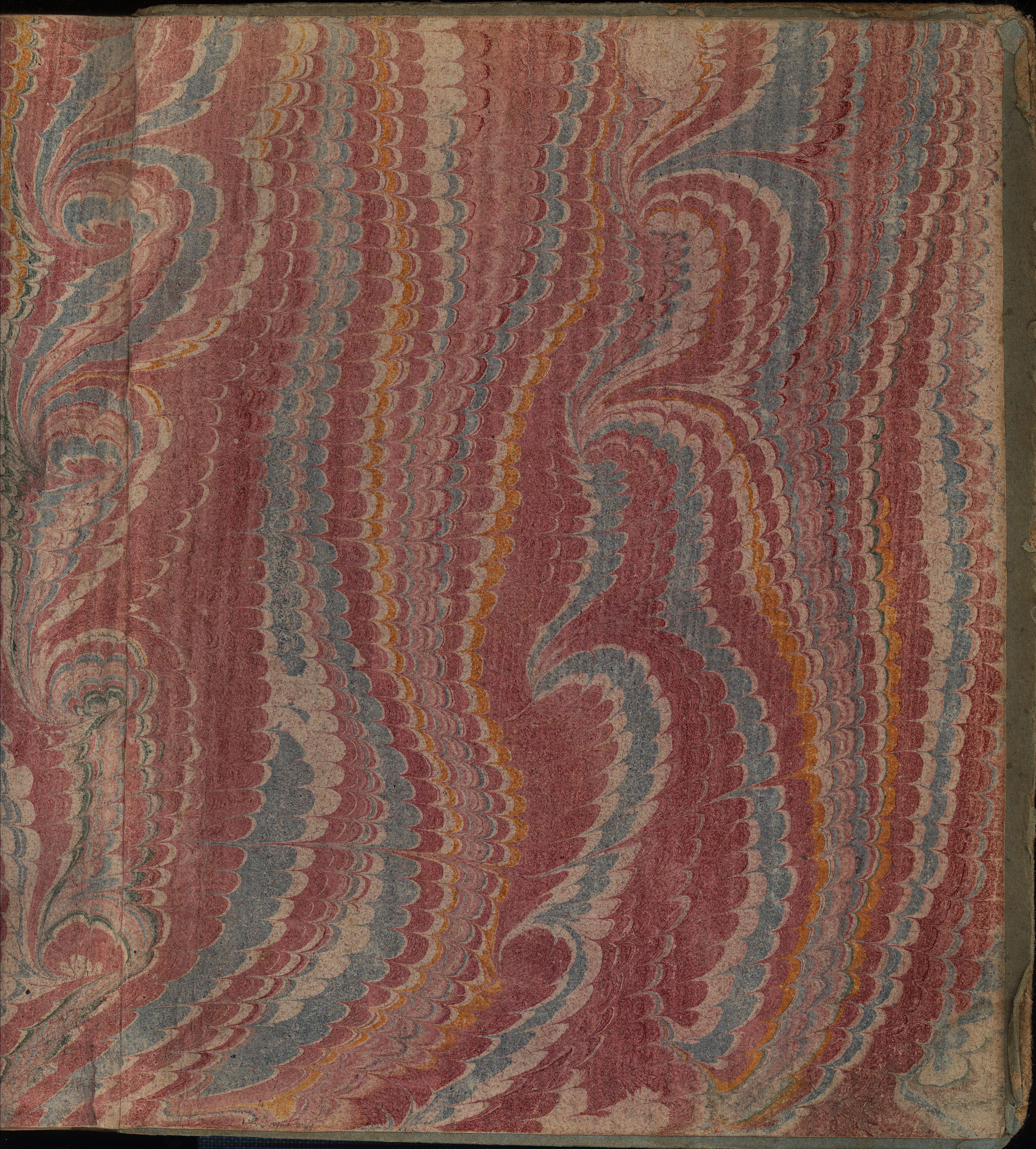
Marmorpapier (unregelmäßiges Kammmarmorpapier) vom Vorsatz eines Buches (ca. 1720 bis 1770, Niederlande oder Deutschland)
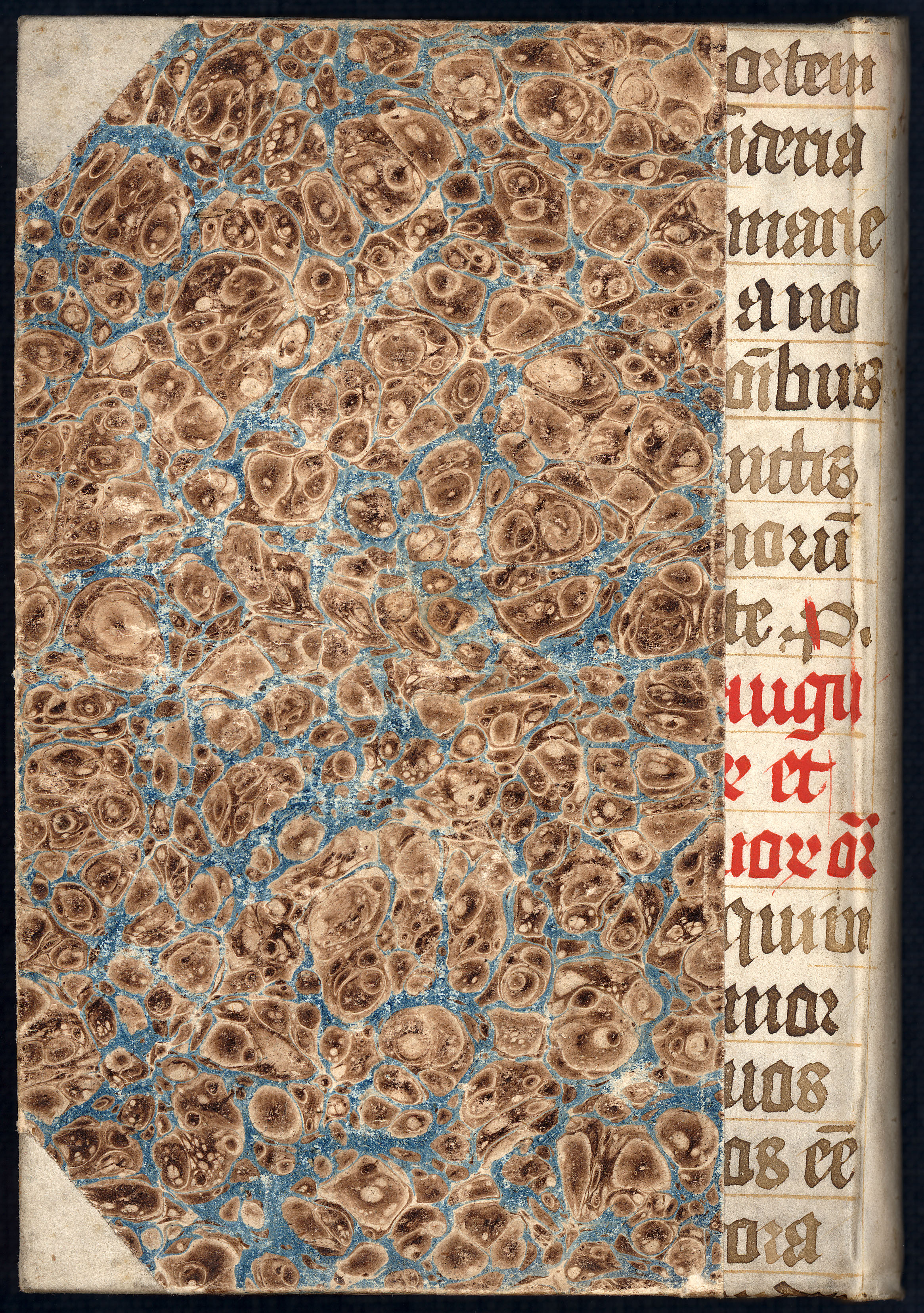
Um 1811 in Deutschland in Marmorpapier und Pergamentmakulatur gebundenes Buch
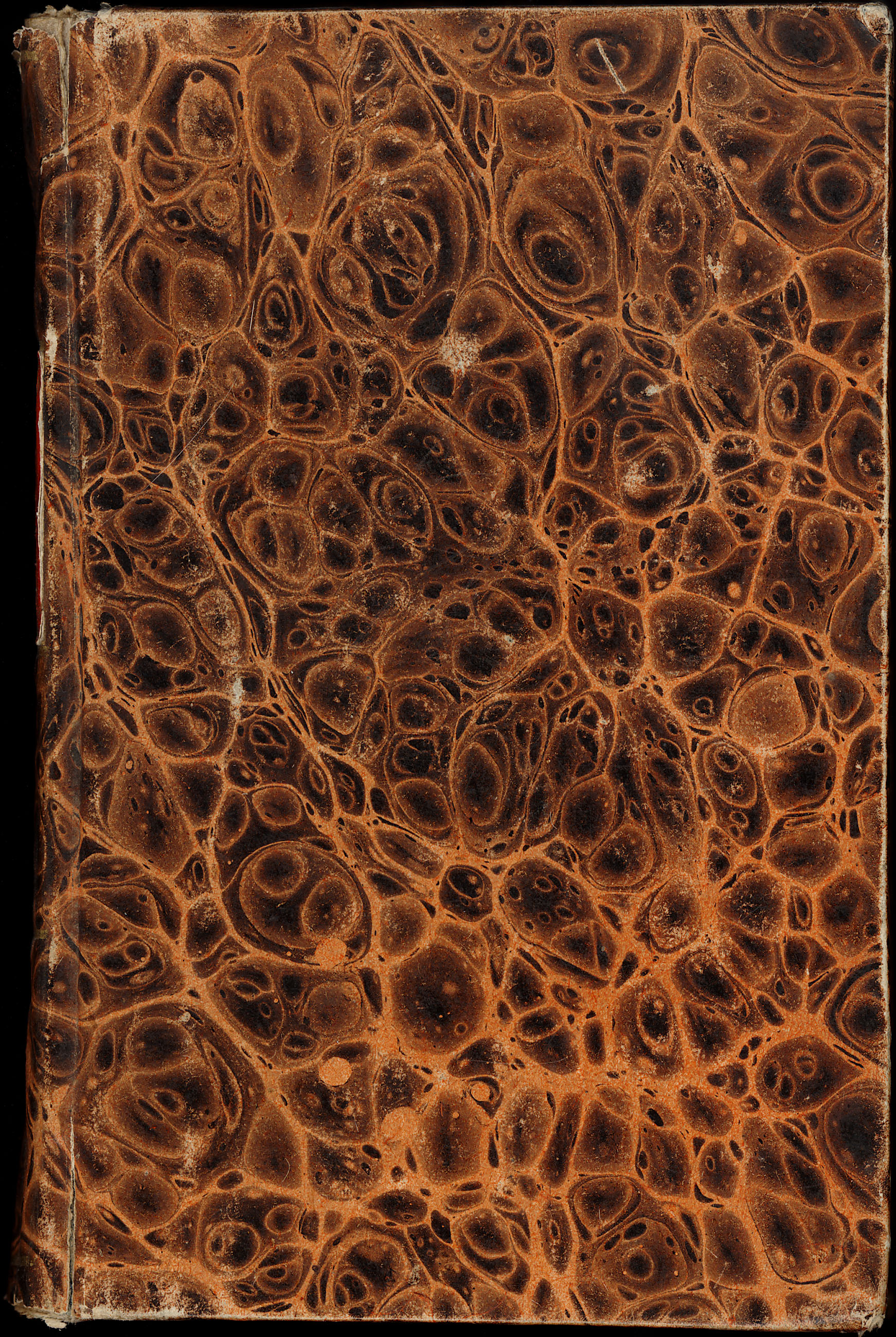
Buch mit typischem einfachem Marmorpapier, gebunden in Frankreich um 1825
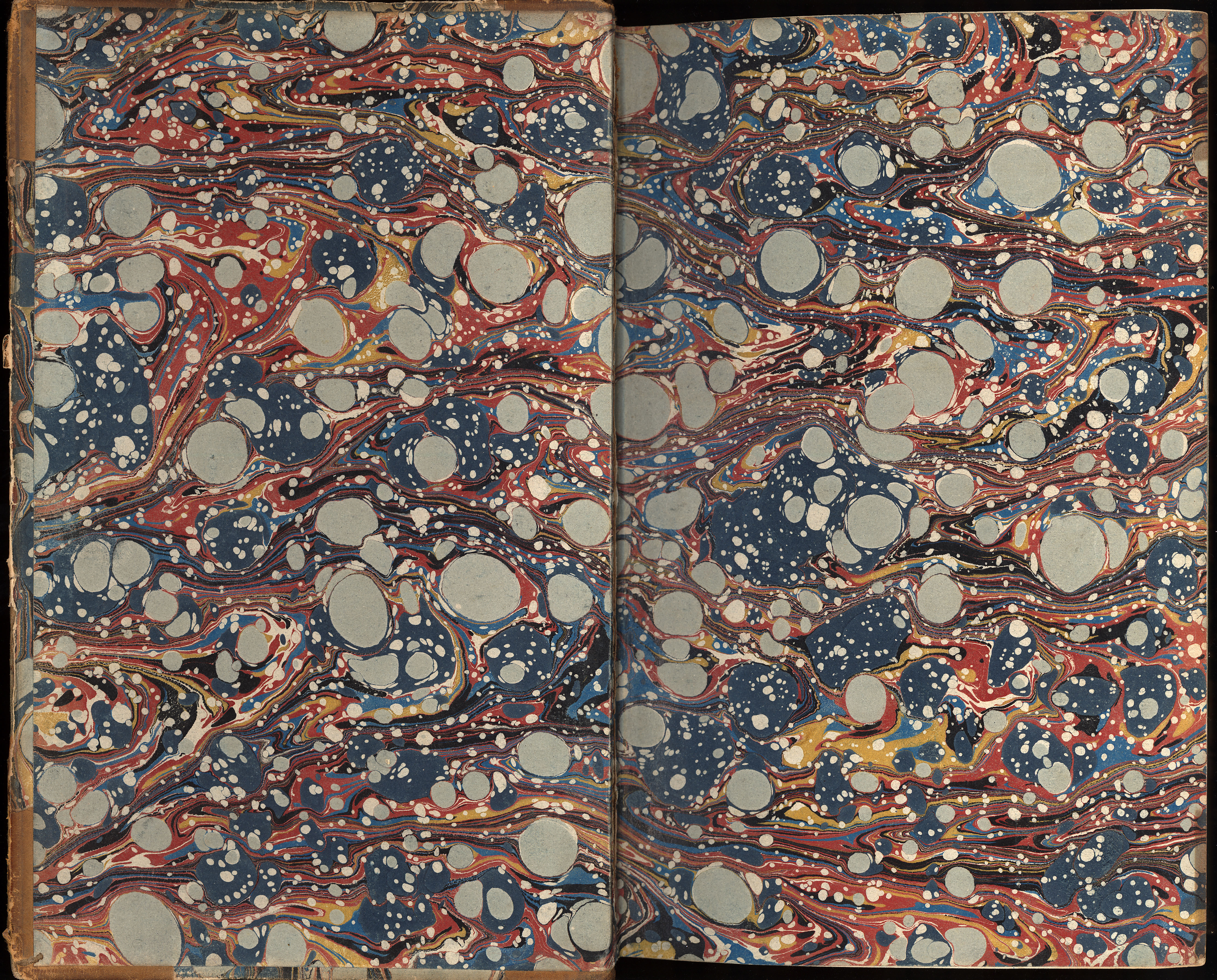
Marmorpapier (Steinmarmorpapier) vom Einband und Vorsatz eines Buches, England um 1830
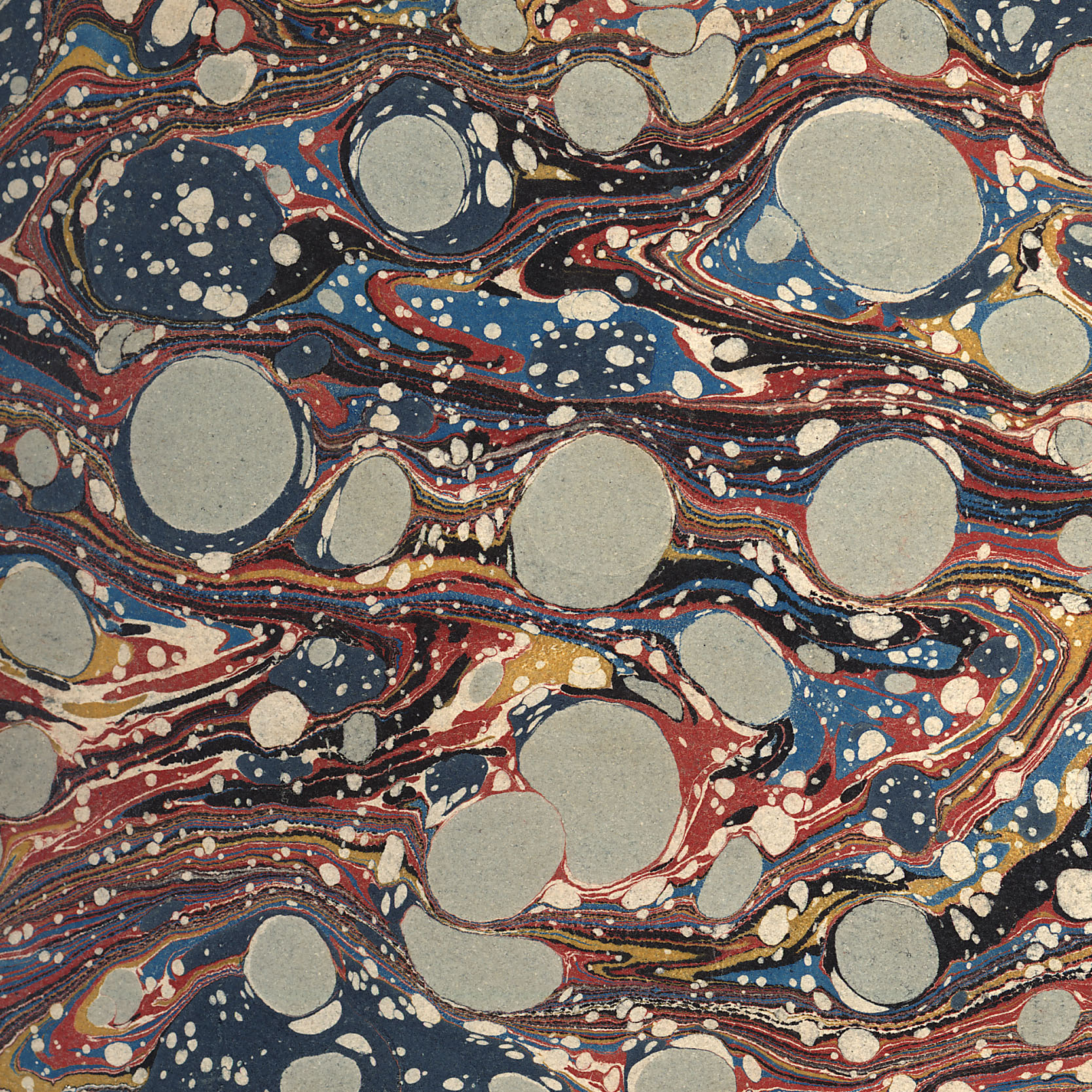
Marmorpapier vom Einband und Vorsatz eines Buches, England um 1830 (Detail)
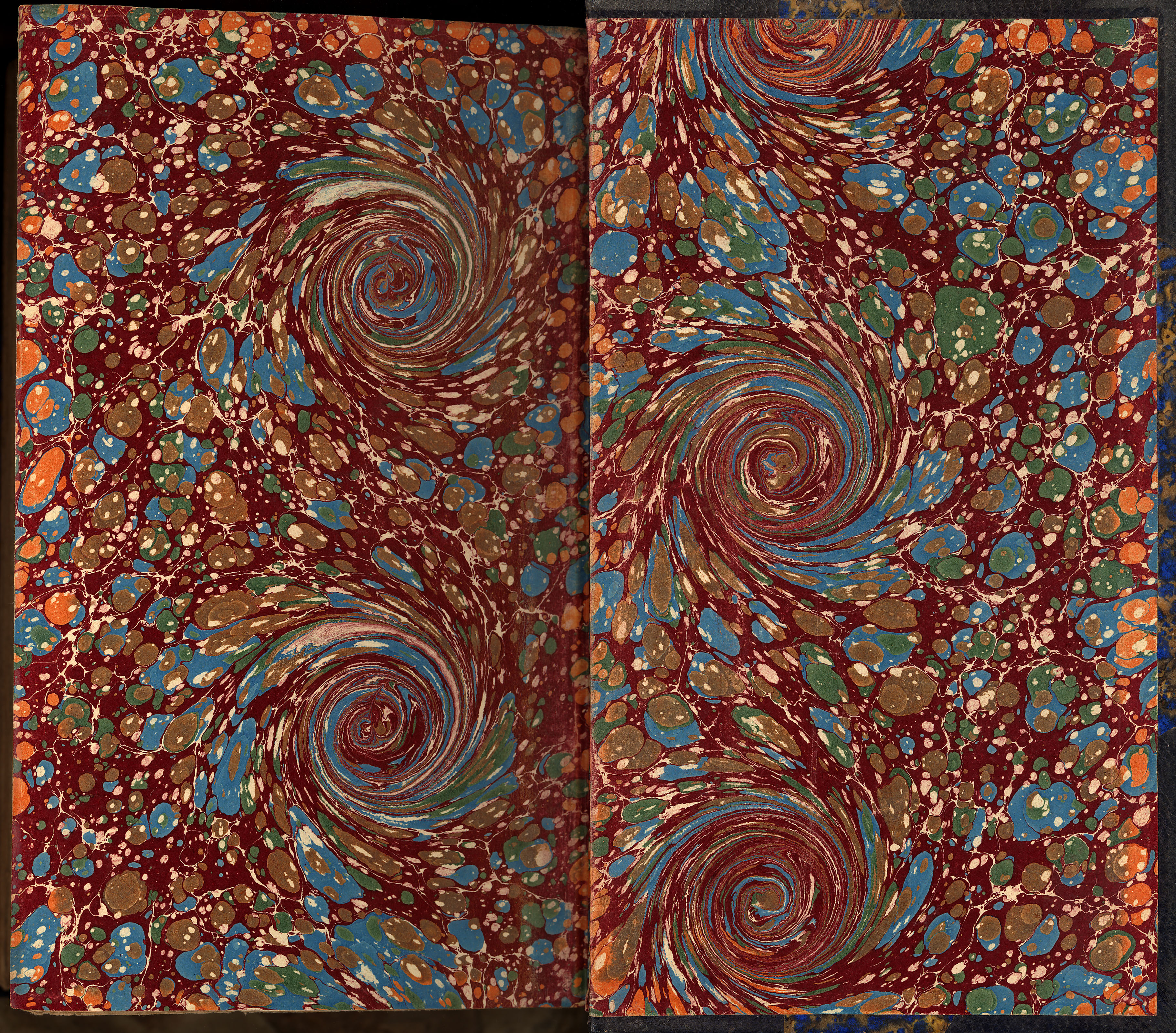
Marmorpapier (Schneckenmarmorpapier) vom Vorsatz eines Buches, Frankreich um 1880
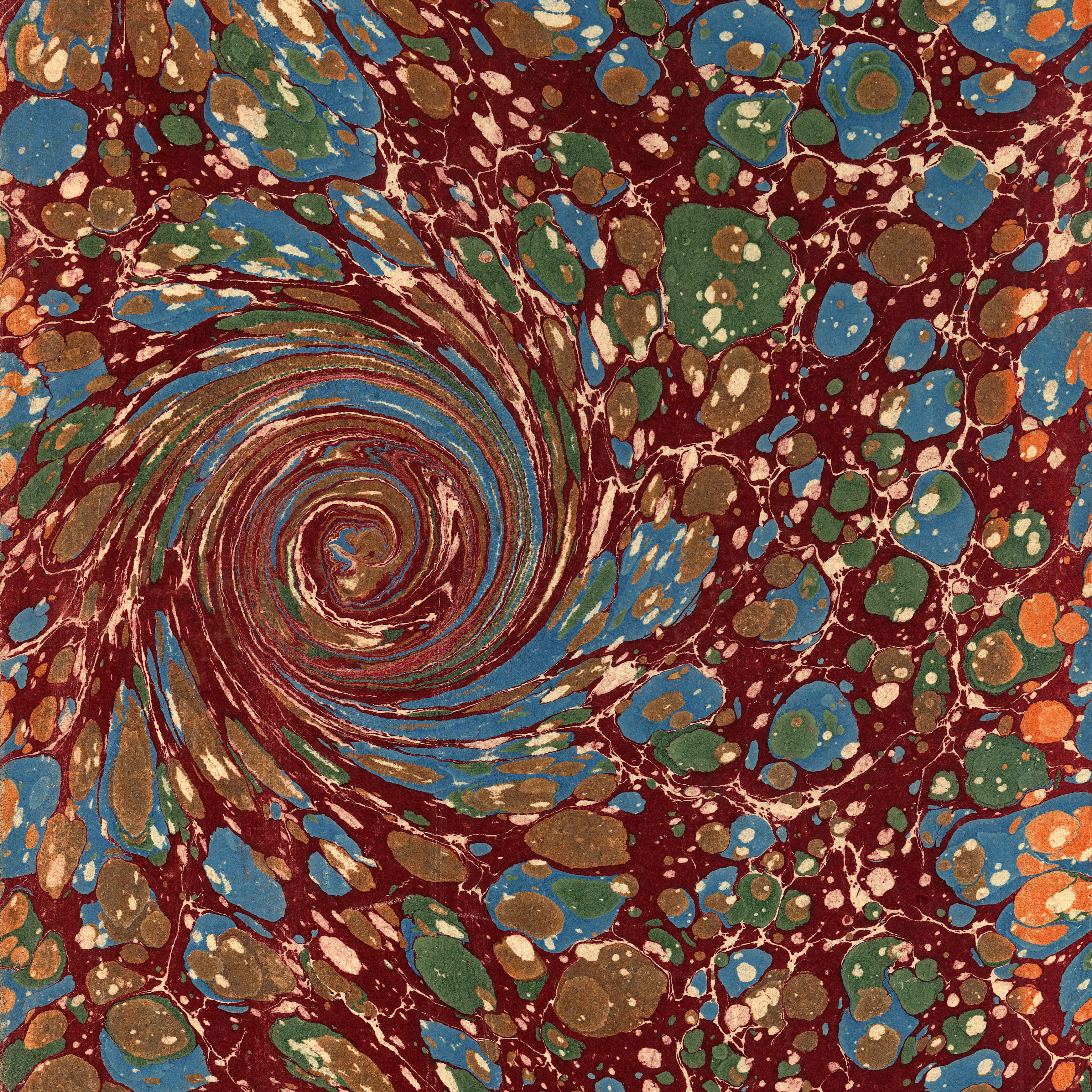
Marmorpapier vom Vorsatz eines Buches, Frankreich um 1880 (Detail)
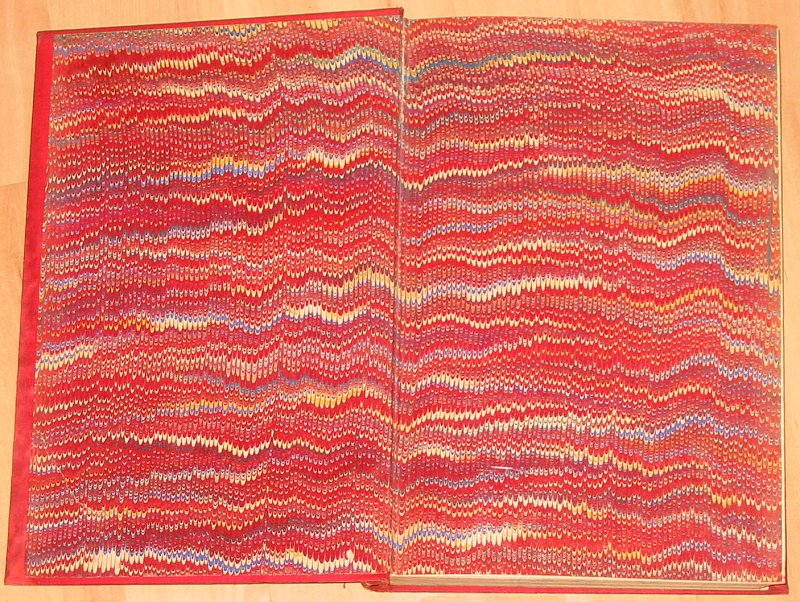
Marmorierter Vorsatz eines Buches der Deutschen Verlags-Anstalt (Stuttgart) um 1900
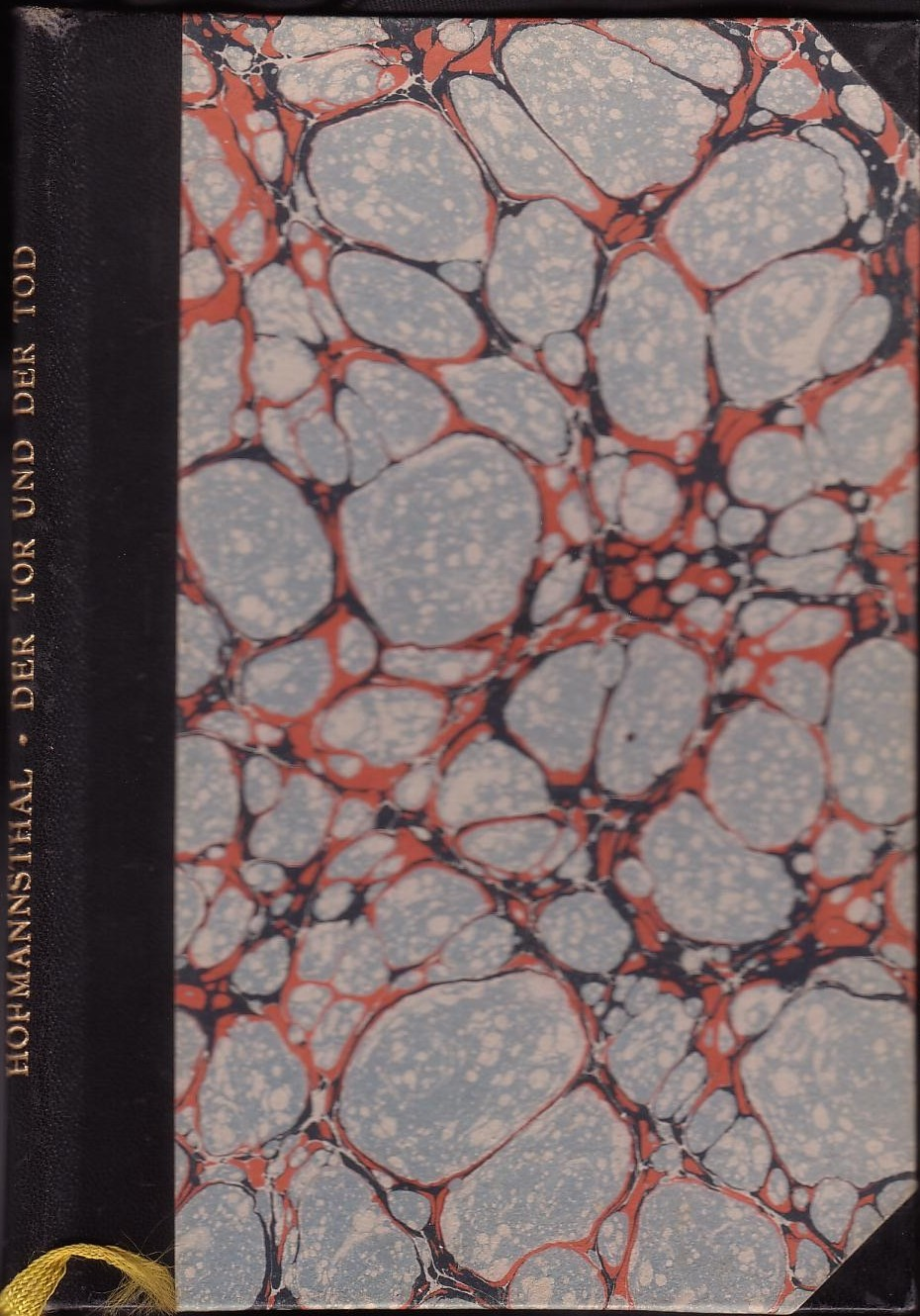
Marmorpapier vom Einband einer Vorzugsausgabe der Insel-Bücherei, Deutschland 1921
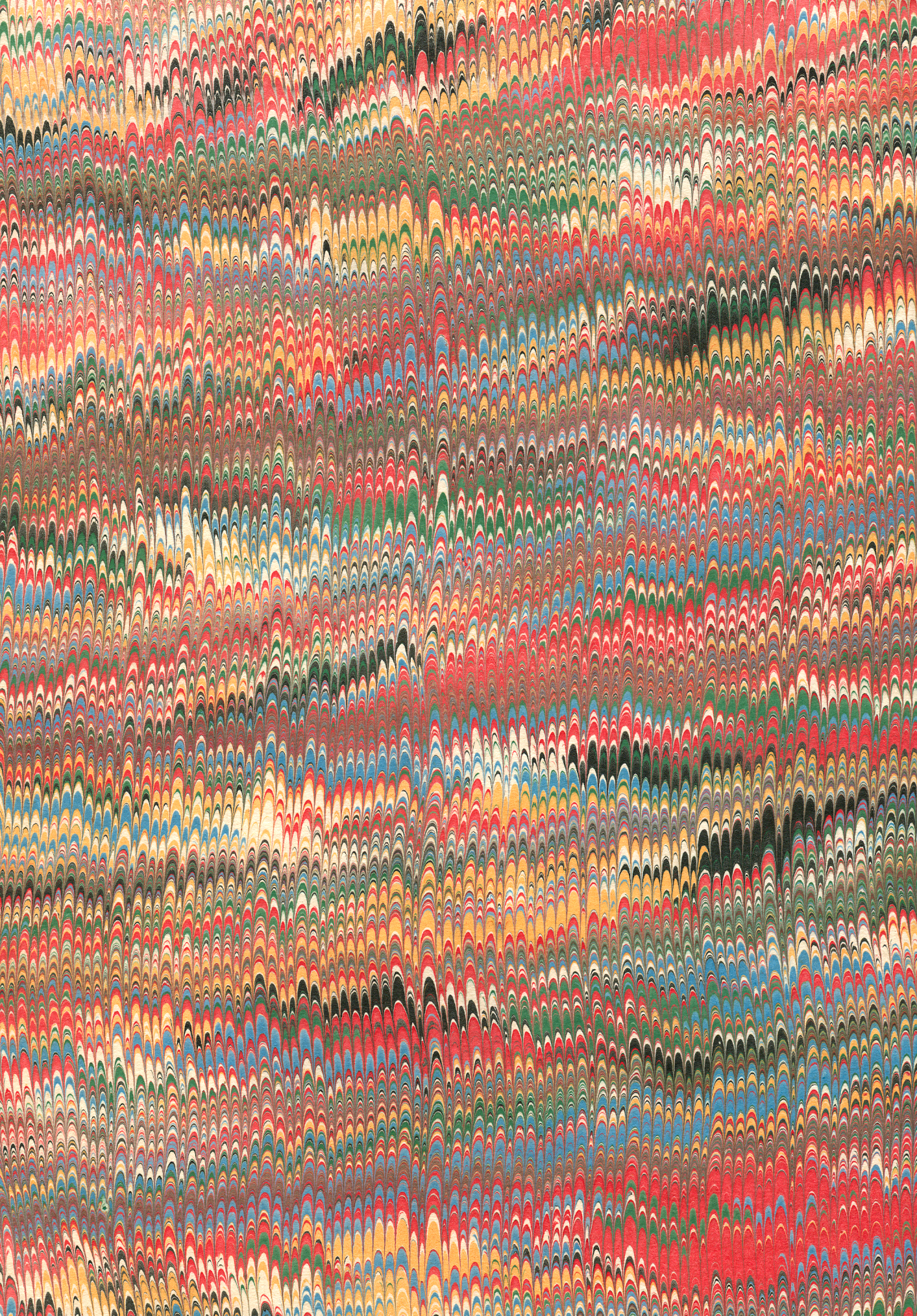
Marmorpapier (Kammmarmorpapier), zeitgenössisch nach altem Vorbild
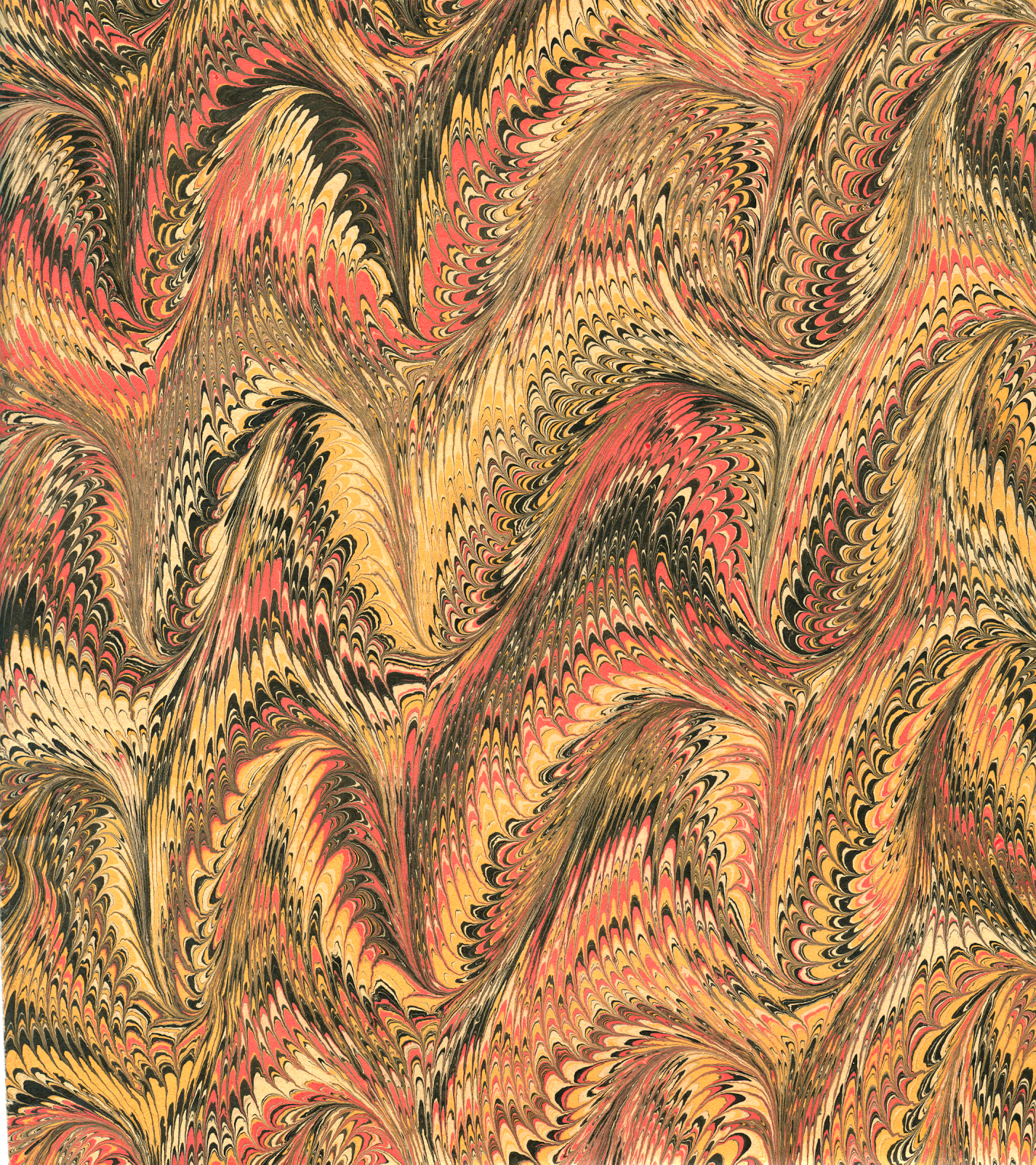
Marmorpapier (Kammmarmorpapier) mit Phantasiemuster (Phantasiemarmorpapier) von Michel Duval †, Paris, ca. 1985
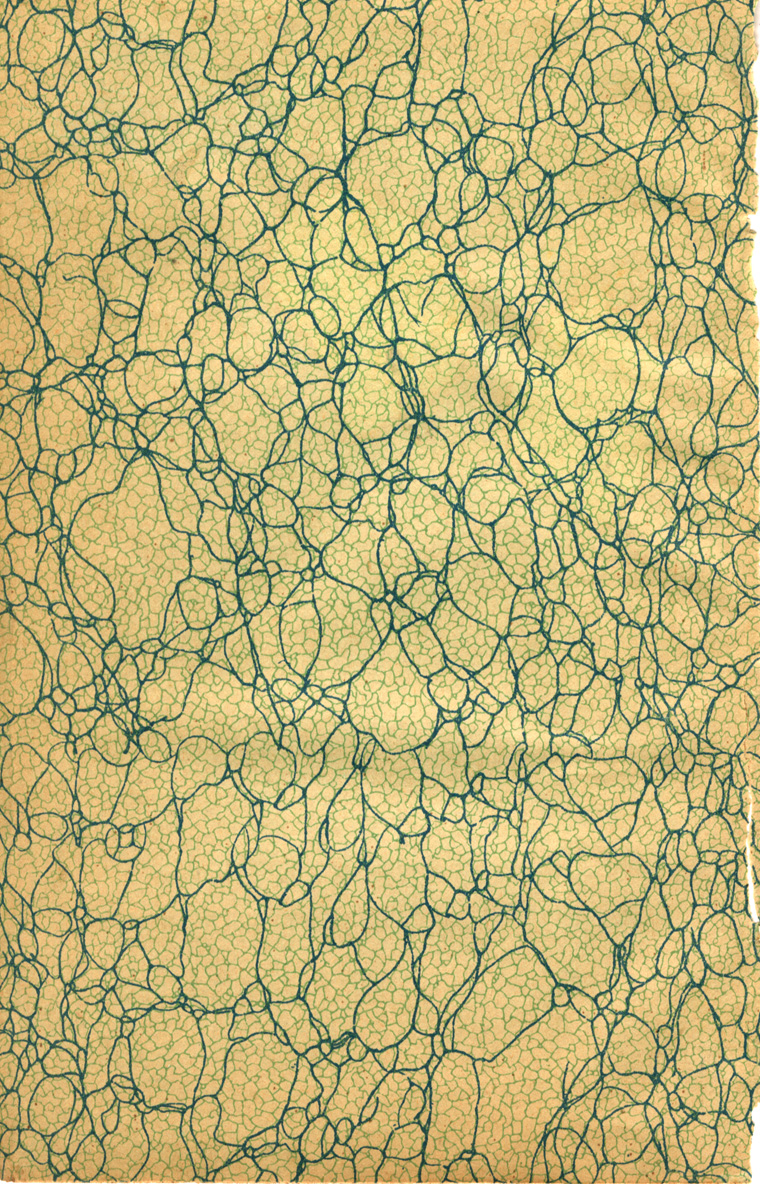
Adermarmorpapier
Bouquetmarmorpapier
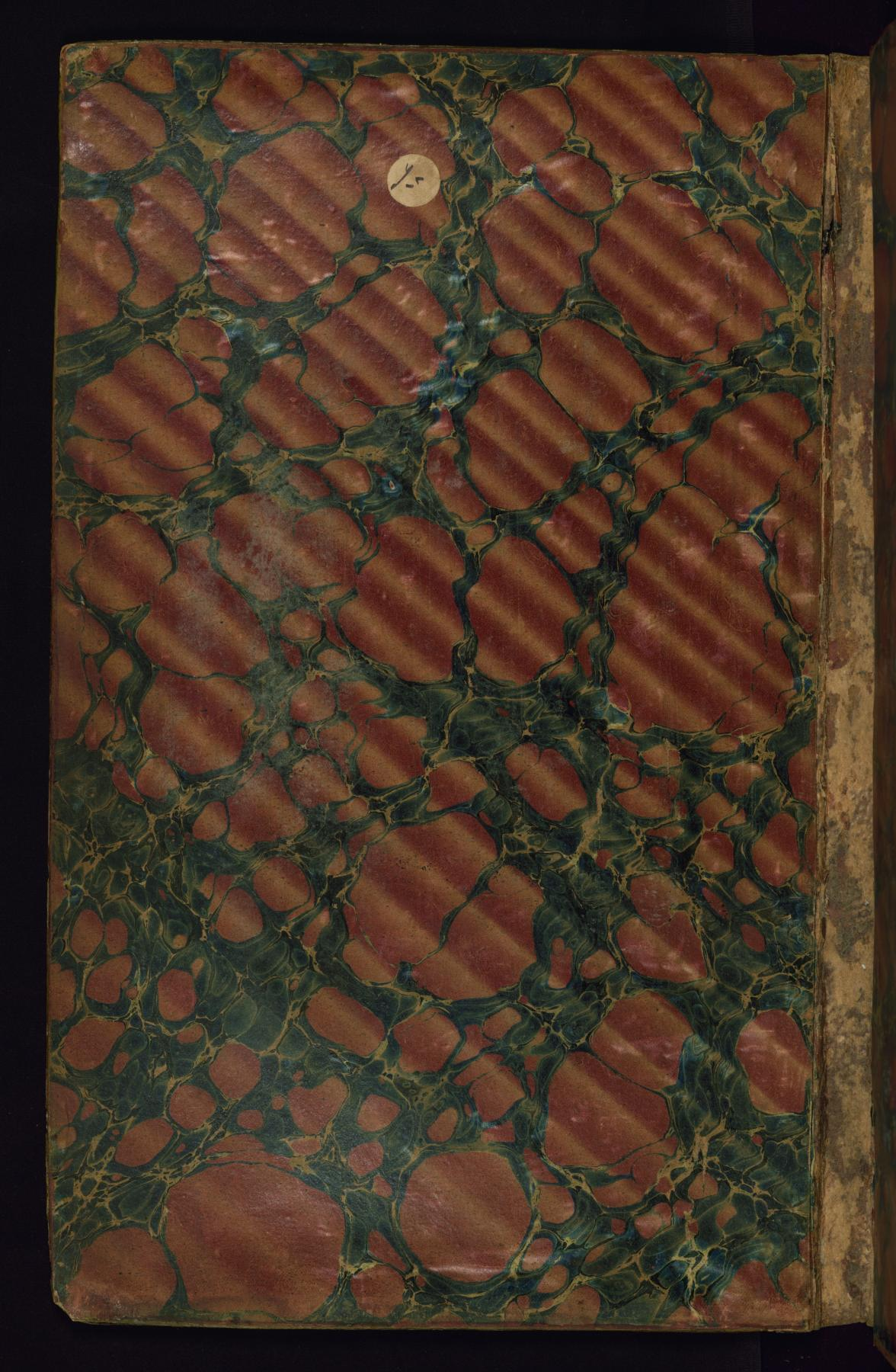
Wellenmarmorpapier